# Warufuzake
Warufuzake (悪巫山戯, lit. "Brincadeira Rude") é o quarto álbum de estúdio e primeiro lançado nacionalmente pelo produtor musical japonês Utsu-P, conhecido como um dos pioneiros do movimento "Vocaloid", que une Vocaloid ao rock e metal. Foi lançado em 7 de agosto de 2013 sob a gravadora Due. Records.

## Geral
Warufuzake inclui versões regravadas ao vivo de canções anteriormente lançadas pelo produtor, além de faixas inéditas. Suas composições incluem gritos e rapping feitos por Vocaloid, algo considerado difícil de realizar, ainda contando com a parceria instrumental de Darvish-P (guitarras) e Kuma (bateria). A arte de capa do álbum foi produzida por Yuzuru Namiki, encarregado por trabalhos com bandas como Fact e One Ok Rock.

## Faixas
Warufuzake foi lançado em uma edição única, contendo doze faixas.
Todas as faixas escritas e compostas por Utsu-P. 
| N.º            | Título                                                                                 | Duração |  |
| 1.             | "Nyan Shijima no Ryokai" (ニャン黙の了解; Entendimento do Silêncio do Gato)            | 3:32    |  |
| 2.             | "Baka wa Anomaly ni Akogareru" (馬鹿はアノマリーに憧れる; Um Idiota Admira a Anomalia) | 4:21    |  |
| 3.             | "Gaichu" (害虫; Praga)                                                                 | 3:54    |  |
| 4.             | "Ghost Under the Umbrella" (Fantasma Sob o Guarda-chuva)                               | 4:41    |  |
| 5.             | "E" (え)                                                                               | 4:11    |  |
| 6.             | "Corona" (コロナ)                                                                      | 3:59    |  |
| 7.             | "Otona no Omocha" (オトナのオモチャ; Brinquedo de Adulto)                              | 4:37    |  |
| 8.             | "B-Class Heroes" (B-CLASS HEROES)                                                      | 3:34    |  |
| 9.             | "Kanbanmusume no Warufuzake" (看板娘の悪巫山戯; A Travessura da Garota Bonita)         | 3:45    |  |
| 10.            | "Mukuro Attack!!" (骸Attack!!; Ataque dos Cadáveres!!)                                 | 3:55    |  |
| 11.            | "Kaze" (風邪; Frio)                                                                    | 5:43    |  |
| 12.            | "The Dying Message" (THE DYING MESSAGE; A Mensagem de Morte)                           | 5:06    |  |
| Duração total: | Duração total:                                                                         | 51:21   |  |

### Créditos
- Utsu-P – Produtor
- Darvish-P – Guitarras
- Kuma – Bateria

## Desempenho nas paradas musicais
| Parada (2013)                                              | Melhor posição |
| ---------------------------------------------------------- | -------------- |
| Japão (Oricon Weekly Albums Chart)                         | 96             |
| Japão (Billboard Japan Top Independent Albums and Singles) | 22             |